# شبكة ريادية
في مجال الأعمال التجارية، تكون شبكات ريادة الأعمال هي منظمات اجتماعية تقدم أنواعًا مختلفة من الموارد لبدء أو تحسين مشاريع ريادة الأعمال. يعد وجود الموارد البشرية الكافية عاملاً رئيسياً لتحقيق إنجازات ريادة الأعمال. وبالاشتراك مع مفهوم القيادة، تعد شبكةُ ريادة الأعمال شبكةً اجتماعيةً ضرورية لإدارة الأعمال أو المشروع بشكل صحيح، وأيضًا لتمييز الأعمال عن المشاريع المماثلة.

## الغاية
في معظم الأحيان، يكون الهدف من شبكات ريادة الأعمال هو الجمع بين مجموعة واسعة من المهنيين والموارد التي تكمل مساعي بعضها البعض. في البداية، تتمثل الأولوية في المساعدة في إطلاق الأعمال الناجحة. وبعد ذلك، لتوفير الحافز والتوجيه وزيادة الوصول إلى الفرص ومجموعات المهارات الأخرى. يؤدي الترويج لمواهب وخدمات كل عضو داخل الشبكة وخارجها في السوق الأوسع إلى زيادة الفرص لجميع المشاركين.
أحد اهم الإحتياجات لإطلاق مشروع تجاري هو رأس المال، وغالباً تركز شبكات الريادة على توفير الموارد المالية خاصة الموجهة للتوزيع الجغرافي السكاني للأعضاء.
قد تشارك شبكات ريادة الأعمال أيضًا في المجتمع، وتؤيد الإصلاحات أو التشريعات أو غيرها من المبادرات المحلية التي تستوعب أهداف منظماتهم.

## تكوين العضوية
- محامون، تخصصات مختلفة
- العلماء
- المهندسون
- المهندسون المعماريون
- المقاولون / مدراء البناء
- المهنيون العقاريون
- الموردون
- الأشخاص أو المؤسسات الحكومية
- شركاء
- الموظفون ذوو المهارات العالية
- العملاء أو أي نوع آخر من الاتصالات الاجتماعية التي يمكن أن تجعل الأعمال التجارية (أو المشروع) ناجحة
- الموجهون
- المستثمرون

## أنظر أيضا
- شبكة اجتماعية
- شبكة الأعمال
- الحاضنات التجارية
- غرف التجارة

## روابط خارجية
- "trepreneurial Networks". Inc.com. مؤرشف من الأصل في 2022-08-18. an association of entrepreneurs organized, formally or informally, with the object of increasing the effectiveness of the members' business activities